# Brief aan Flora
De  Brief aan Flora is een korte gnostische tekst die bewaard is gebleven, omdat die in zijn geheel is opgenomen in de Panarion, een werk van Epiphanius van Salamis (ca. 315-403). De Brief aan Flora behoort met Uittreksels uit Theodotus en de Valentiniaanse Leerbrief tot de weinige gnostische teksten die geheel bewaard zijn gebleven in de oorspronkelijk Griekse versie. De auteur is de gnosticus Ptolemaeus (overleden na 180).  Ptolemaeus was de belangrijkste leerling van Valentinus (overleden na 155), de grondlegger van de gnostische beweging die aangeduid wordt als het valentinianisme. Het was Ptolemaeus, die voor het eerst de valentiniaanse  theologie op een systematische wijze beschreef.
Er is niets bekend over de dame die in de brief Flora wordt genoemd. Ptolemaeus noemt haar in de brief mijn zuster, maar dat kan niet letterlijk bedoeld zijn. Deze literaire vorm werd wel meer gehanteerd in de literatuur van het valentinianisme.  
De  Verhandeling over de Opstanding, ook wel de  Brief aan Rheginus, is een voorbeeld daarvan.
Vanaf het midden van de tweede eeuw hadden sommige meer intellectuele en geletterde kringen in het Romeinse Rijk belangstelling voor de inzichten van het valentinianisme. Deze ook meer welgestelde kringen stelden hun villa's beschikbaar om huisdiensten mogelijk te maken. Het is mogelijk dat Flora de beweging materieel ondersteunde en de inzichten in de brief een rol hebben gespeeld in een proces kort na haar inwijding in de valentiniaanse gemeenschap.

## Essentie van de inhoud
De tekst handelt over de kwestie hoe in een valentiniaans milieu de joodse wet van het Oude Testament geïnterpreteerd diende te worden. Dat is een thema dat vaker behandeld wordt in de gnostische literatuur, zoals in Ware getuigenis. In dit laatste geschrift gaat het om een veroordeling van de Wet, omdat die zou aansporen tot het verwekken van kinderen en positief zou staan ten opzichte van seksualiteit in het huwelijk. Ptolemaeus heeft daarmee vergeleken nog een relatief genuanceerd oordeel.
Ptolemaeus stelt dat die joodse wet het resultaat is van drie wetgevers. Een deel is door God gegeven. Een tweede deel is van de persoon Mozes zelf afkomstig en een derde deel is toegevoegd door de oudsten van het joodse volk. Ptolemaeus onderscheidt ook in het eerste deel, de Wet van God, weer drie delen. Het eerste deel daarvan is de Tien geboden. Het tweede deel bevat geboden over recht en onrecht, zoals  Oog om oog en tand om tand die echter door Christus zijn afgeschaft, omdat zij onverenigbaar zouden zijn met de natuur van de Verlosser.
Het derde deel van de Wet van God handelt dan om rituele voorschriften, zoals besnijdenis, de spijswet  en de viering van de sabbat die een symbolische betekenis hebben. De fase van de  oudtestamentische  betekenis van die voorschriften is volgens Ptolemaeus door de komst van Christus de Verlosser afgesloten. Zo is vasten volgens Ptolemaeus niet meer het zich onthouden van voedsel, maar moet het in een spirituele zin geïnterpreteerd worden als het niet begaan van zondige daden. De sjabbat is niet in de eerste plaats de wekelijke rustdag, maar een periode waarin wij bewust afzien van niet gewenste activiteiten.
Ptolemaeus gebruikt bij zijn voorbeelden teksten die ontleend zijn aan een aantal boeken in het Nieuwe Testament. Hij gebruikt bijvoorbeeld een tekst van Paulus in de Eerste brief van Paulus aan de Korintiërs.  Doe de oude desem weg en wees als nieuw deeg. U bent immers als ongedesemd brood, omdat ons Pesachlam, Christus, is geslacht. Laten wij daarom het feest niet vieren met de oude desem van kwaad en ontucht, maar met het ongedesemde brood van reinheid en waarheid
Als gnosticus betoogt Ptolemaeus dat de eerste wetgever niet de hoogste God, de Vader van het Al is,  maar de demiurg. Meer in het algemeen wordt de rol van de demiurg binnen het valentinianisme minder negatief benaderd als in andere gnostische stromingen, zoals het sethianisme. Het is vaak meer een dwaas. Meer dan in andere stromingen heeft de demiurg een onontkoombare en noodzakelijke rol in het gehele proces dat tot de verlossing moet leiden. Ptolemaeus betoogt dan ook in de brief, dat de demiurg niet goed en niet echt slecht of onrechtvaardig is, maar op zichzelf wel rechtvaardig genoemd kan worden en een beeld is van de hoogste God.
De Wet was echter niet afkomstig van God de Vader, want de Wet is onvolmaakt en er is de noodzaak die te vervolmaken. De Wet bevat geboden die vreemd zijn aan de natuur en bedoelingen van de hoogste God. De Wet is de mislukte poging van de demiurg om de mensheid van zonde te bevrijden. De demiurg is bij Ptolemaeus onwetend en daarom ook niet in staat mensen te bevrijden van onwetendheid die de belangrijkste oorzaak van zonde is.  